# Shun Medoruma
Shun Medoruma (目取真俊, Medoruma Shun) (né le 6 octobre 1960) est, avec Eiki Matayoshi, un des plus importants écrivains contemporains originaires d'Okinawa. Il a reçu le prix Akutagawa en 1997 pour sa nouvelle « Une goutte d'eau » (Suiteki). Les thèmes centraux dans l’œuvre de Medoruma sont l'occupation japonaise et la suppression de la culture et de la langue d'Okinawa, ainsi que la présence de soldats américains sur les îles de l'archipel.

## Œuvres traduites en français
- L’âme de Kôtarô contemplait la mer [« Mabuigumi »], trad. de Myriam Dartois-Ako, Véronique Perrin et Corinne Quentin, Paris, Éditions Zulma, 2013, 280 p.  (ISBN 978-2-84304-674-2)
- Les pleurs du vent  [« Fûon »], trad. de Corinne Quentin, Paris, Éditions Zulma, 2016, 124 p.  (ISBN 978-2-84304-7718)
- Espoir  [« Kibô »], trad. de Corinne Atlan, In. "Loin d'Okinawa", Revue Vacarme, n°33, automne 2005, pp.106-107.

## Nouvelles et romans
- 1983 Gyogun ki (魚群記)
- 1985 Mâ no mita sora (マーの見た空)
- 1985 Hina (雛)
- 1986 Fūon (風音)
- 1986 Heiwa dôri to nazukerareta machi wo aruite (平和通りと名付けられた街を歩いて)
- 1987 Kumo (蜘蛛)
- 1988 Hatsuga (発芽)
- 1989 Ichigatsu nanoka (一月七日)
- 1991 Shizumu "aida" (沈む「間」)
- 1992 Garasu (ガラス)
- 1992 Mayu (繭)
- 1992 Ningyô (人形)
- 1992 Uma (馬)
- 1992 Bon gaeri (盆帰り)
- 1992 Akai yashi no ha (赤い椰子の葉)
- 1992 Okinawan bukku rebyû (オキナワン・ブック・レビュー）
- 1997 Suiteki (水滴)
- 1998 Tauchî (軍鶏)
- 1998 Mabuigumi (魂込め)
- 1998 Burajiru ojî no sake (ブラジルおじいの酒)
- 1998 Hakuri (剥離)
- 1998 Naigai (内外)
- 1999 Umukaji tô chiritê (面影と連れて)
- 1999 Umi no nioi shiroi hana (海の匂い白い花)
- 1999 Kuroi hebi (黒い蛇)
- 1999 Koza / "Machi monogatari" yori (コザ『街物語』より)
- 1999 Kikyô (帰郷)
- 1999 Shomei (署名)
- 2000 Gunchô no ki (群蝶の木)
- 2004 Denrei hei (伝令兵)
- 2004 Hotaru hi (ホタル日)
- 2004 Saigo no kami uta (最後の神歌)
- 2006 Niji no tori (虹の鳥)
- 2009 Me no oku no mori (眼の奥の森)
- 2012 Hamachidori　(浜千鳥)
- 2020 Yanbaru no fukaki mori to umi yori (ヤンバルの深き森と海より)